# حساء البيرة
حساء البيرة، هو نوع من الحساء يُعدّ من الحماض والبيرة. في أوروبا أثناء العصور الوسطى كان هذا الطبق يقدم كوجبة إفطار أحياناً يسكب الحساء فوق الخبز.
تستخدم في بعض الوصفات البطاطا النشوية لتكثيف القوام